# コミック戦国マガジン
『コミック戦国マガジン』（コミックせんごくマガジン）は、メディアファクトリー編集・発行の、戦国時代を題材とする漫画を専門に掲載している漫画雑誌。姉妹誌に『コミック三国志マガジン』がある。定価550円。

## 概要
2005年7月28日、『ダ・ヴィンチ』の増刊として発行された。Vol.1の号名は「群雄割拠ノ号」。同年9月15日発売のVol.2から『コミックフラッパー』の増刊となり、同年12月16日にVol.3が発行された。Vol.3の巻末においてリニューアルして翌年再開する旨が掲載されたが、その後Vol.4が発行されることはなかった。『コミック戦国マガジン』や『コミック三国志マガジン』のように歴史を題材とした作品のみを扱うというコンセプトは、2009年11月26日に配信が開始したウェブコミック誌『コミックヒストリア』に受け継がれている。

## 掲載作品

### 連載作品
- 新 鬼武者 TWILIGHT OF DESIRE（矢口岳）Vol.1からVol.3に掲載。「新 鬼武者 DAWN OF DREAMS」の前日譚を描いた漫画。主役は南光坊天海。[1]
- 戦国BASARA 乱・世・乱・舞（霜月かいり）Vol.1からVol.3に掲載。「戦国BASARA」のコミカライズ作品。
- 殿といっしょ（大羽快）Vol.1からVol.3に掲載。
- 信長 スペシャルエディション（原作：工藤かずや、作画：池上遼一）Vol.1からVol.3掲載。
- 戦、売ります! 雑賀孫市伝（島崎譲）Vol.1とVol.2に掲載。主役は雑賀孫市。
- 1582年の異邦人～タイムスキップ真央ちゃん～（北崎拓）Vol.1からVol.3に掲載。元々は『小学五年生』2000年3月号から『小学六年生』2001年2・3月合併号に連載された作品。「タイムスキップ真央ちゃん」が原題。
- 天下上等! 天下透くん!!（青空ヒロシ）Vol.1からVol.3に掲載。
- 血風忍法帖コスメチックバイオレンス（豊田アキヒロ）Vol.1とVol.3に掲載。九度山で蟄居中の真田幸村と、幸村に仕えるくのいち・穴山コスメの日常を描いた4コマ漫画。

### 読み切り作品
- 朧月 風林火山の後継者（玉置一平）Vol.1掲載。主役は武田勝頼。[2]
- 乱風半蔵（ゆづか正成）Vol.1掲載。主役は服部半蔵。
- 俺たちの戦国（神崎将臣）Vol.2掲載。
- 満腹大名徳川。（日高建男）Vol.2掲載。主役は本多忠勝と徳川家康。
- 天正二年のファーストレディ（高山ひさご）Vol.2掲載。主役はねね。[3]
- 天使の恩寵 細川ガラシャ物語（島崎譲）Vol.3に掲載。主役は細川ガラシャと小笠原少斎。
- 西地立雲（ゆづか正成）Vol.3に掲載。主役は立花宗茂、立花誾千代、立花道雪。
- 戦国ギャグの陣!!（Vol.3に掲載）
  - 恐竜城光芒記（ほりのぶゆき）
  - 21世紀信長外伝（風間やんわり）
  - 戦国保育園（安田弘之）
  - マドモアゼル信長（川島よしお）
  - 血の連判状（石黒正数）
  - アレ国時代（末弘）
  - スーパー武将列伝 天下布ぶ（丘咲賢作）